# Semiothisa nebulosa
Semiothisa nebulosa är en fjärilsart som beskrevs av West 1929. Semiothisa nebulosa ingår i släktet Semiothisa och familjen mätare. Inga underarter finns listade i Catalogue of Life.